# College Basketball Invitational
Le College Basketball Invitational (CBI) est un tournoi masculin de basket-ball universitaire américain, créé en 2007 par The Gazelle Group. Le tournoi inaugural s'est tenu après la saison régulière NCAA 2007-2008. Le CBI sélectionne 16 équipes qui n'ont pas été sélectionnées pour le tournoi final ou le National Invitation Tournament (NIT) et qui s'acquittent de la somme de 50 000 $ de frais de participation. Le CBI est un tournoi à élimination directe jusqu'à la finale où les deux équipes s'affrontent lors d'une série au meilleur des trois matches.

## Historique
Le College Basketball Invitational 2008 est le premier tournoi universitaire d'après-saison depuis le Collegiate Commissioners Association Tournament en 1974. Le premier tour a lieu les 18 et 19 mars 2008, le deuxième tour se déroulant le 24 mars 2008. Les demi-finales se déroulent le 26 mars 2008. La finale a lieu les 31 mars, 2 et 4 avril 2008. Le tournoi est divisé en quatre régions : est, ouest, sud et midwest. Tulsa est désigné champion de ce premier tournoi.

## Palmarès
| Saison | Champion       | Finaliste        | MVP                               |
| ------ | -------------- | ---------------- | --------------------------------- |
| 2008   | Tulsa          | Bradley          | Jerome Jordan, Tulsa              |
| 2009   | Oregon State   | UTEP             | Roeland Schaftenaar, Oregon State |
| 2010   | VCU            | Saint Louis      | Joey Rodriguez, VCU               |
| 2011   | Oregon         | Creighton        | Joevan Catron, Oregon             |
| 2012   | Pittsburgh     | Washington State | Lamar Patterson, Pittsburgh       |
| 2013   | Santa Clara    | George Mason     | Kevin Foster, Santa Clara         |
| 2014   | Siena          | Fresno State     | Brett Bisping, Siena              |
| 2015   | Loyola Chicago | UL Monroe        | Earl Peterson, Loyola Chicago     |
| 2016   | Nevada         | Morehead State   | Tyron Criswell, Nevada            |
| 2017   | Wyoming        | Coastal Carolina | Justin James, Wyoming             |

## Sources et références
1. ↑  « Web site launches fourth tourney », www.espn.com, 27 janvier 2009 (consulté le 20 décembre 2017)
2. ↑  « Towson men's basketball declines postseason tournament invitations », www.baltimoresun.com, 9 mars 2017 (consulté le 20 décembre 2017)